# Jenessa Grant
Jenessa Grant, nome completo Felicity Jenessa Grant (Toronto, 16 dicembre 1988), è un'attrice canadese.

## Carriera
Nel 2010, Jenessa ha esordito sul piccolo schermo con un ruolo minore nella serie televisiva 18 to Life, a seguito è stata ingaggiata in sempre più ruoli, sia in serie televisive che in cortometraggi. La notorietà mondiale arriva nel 2013, quando entra nel cast della prima stagione di Reign, serie televisiva canadese prodotta da The CW: in questo progetto ha interpretato Lady Aylee, una delle dame della regina Maria Stuarda.
Dal 2017 al 2021 ha interpretato il personaggio di Dolores nella serie televisiva statunitense The Handmaid's Tale, prodotta da Hulu.

## Filmografia

### Attrice

#### Cinema
- On the Road, regia di Walter Salles (2012) – non accreditata
- A Fighting Man, regia di Damian Lee (2014)
- The Intruders, regia di Adam Massey (2015)
- An American Dream: The Education of William Bowman, regia di Ken Finkleman (2016)

#### Televisione
- 18 to Life – serie TV, episodio 1x04 (2010)
- Cyberbully - Pettegolezzi online (Cyberbully), regia di Charles Binamé – film TV (2011)
- Charles Goes on a Date – serie TV, 5 episodi (2012)
- Off2Kali Comedy – serie TV, 2 episodi (2013)
- Cracked – serie TV, 2 episodi (2013)
- Reign – serie TV, 8 episodi (2013)
- Hysteria – serie TV, episodio 1x01 (2014)
- Grimm – serie TV, episodio 4x14 (2015)
- Saving Hope – serie TV, episodio 4x05 (2015)
- Ransom – serie TV, 5 episodi (2017)
- Orphan Black – serie TV, 5 episodi (2017)
- The Handmaid's Tale – serie TV, 11 episodi (2017-2021)
- Tin Star – serie TV, 8 episodi (2019)

#### Cortometraggi
- Jumping Jasper, regia di Shannon Litt (2011)
- Scout's Honor, regia di Tobe Darton (2011)
- Liar, regia di Adam Garnet Jones (2012)
- Dreemer, regia di Laura Dawe (2012)
- With Truelove Showers, regia di James Musselman (2013)
- The Change, regia di Sam Coyle (2013)
- The Hot Flash, regia di Wendy Anderson e John Stead (2013)
- Sweet Potato, regia di Edward Hillier (2017)

### Doppiatrice

#### Videogiochi
- Far Cry 5 (2018) – Faith

## Riconoscimenti
- Toronto International Spring of Horror and Fantasy Film Festival
  - 2016 – Premio alla miglior interpretazione per With Truelove Showers

## Doppiatrici italiane
Nelle versioni in italiano delle opere in cui ha recitato, Jenessa Grant è stata doppiata da:
- Erica Necci[3] in Reign[4]
- Laura Cherubelli[5] in The Handmaid's Tale[6]

Da doppiatrice è stata sostituita da:
- Gea Riva[7] in Far Cry 5[8]